# Wim Sonneveld
Willem Benedictus Augustinus „Wim” Sonneveld (ur. 28 czerwca 1917 w Utrechcie, zm. 8 marca 1974 w Amsterdamie) – holenderski artysta, aktor i piosenkarz kabaretowy.
Wcześnie stracił matkę. Ukończył szkołę handlową, w wieku 18 lat został sekretarzem znanego komika Louisa Davidsa, w którego kabarecie później śpiewał. W 1935 przeniósł się do Amsterdamu, gdzie został urzędnikiem w przedsiębiorstwie wydawniczym. W 1943 napisał swój pierwszy program kabaretowy – Tylko dla pań (alleen voor dames), który odniósł sukces. Odtąd występował z własnym Kabaretem Sonnevelda. W latach 1943–1971 opracował kilkadziesiąt programów kabaretowych – zarówno scenicznych, jak i radiowych i telewizyjnych. W swojej sztuce łączył liryzm z komizmem. Teksty skeczów i piosenek pisali dla niego m.in. S. Carmiggelt, H.S. Haasse, A.M.G. Schmidt i F. Wiegersma. W 1957 udał się na pewien czas do USA, spędził pewien czas w Hollywood, gdzie wystąpił m.in. w filmie Jedwabne pończoszki obok Freda Astaire'a i Cyd Charisse. Później występował też w angielskich programach telewizyjnych, a w 1960 w musicalu My Fair Lady. Obok W. Kana i T. Hermansa jest zaliczany do tzw. wielkiej trójki XX-wiecznego holenderskiego kabaretu.